# Little Rock (Minnesota)
Little Rock is een plaats (census-designated place) in de Amerikaanse staat Minnesota, en valt bestuurlijk gezien onder Beltrami County.

## Demografie
Bij de volkstelling in 2000 werd het aantal inwoners vastgesteld op 1055.

## Geografie
Volgens het United States Census Bureau beslaat de plaats een oppervlakte van
35,5 km², waarvan 33,8 km² land en 1,7 km² water.

## Plaatsen in de nabije omgeving
De onderstaande figuur toont nabijgelegen plaatsen in een straal van 32 km rond Little Rock.